# Gypsophila erikii
Gypsophila erikii är en nejlikväxtart som beskrevs av Yild. Gypsophila erikii ingår i släktet slöjor, och familjen nejlikväxter. Inga underarter finns listade i Catalogue of Life.